# Joust
Joust est un jeu vidéo créé par la société américaine Williams Electronics, sorti en 1982 sur borne d'arcade.
Joust est un classique du jeu d'arcade. C'est un jeu d'action qui met en scène des joutes à dos d'oiseau dans un univers médiéval fantaisiste. Il introduit un mode deux joueurs jouable à la fois en coopération et en compétition. Il a été adapté sur de nombreuses systèmes familiaux, et a eu une suite, Joust 2: Survival of the Fittest, en 1986.

## Système de jeu
Le joueur contrôle un chevalier équipé d'une lance et monté sur une autruche (ou une cigogne) et le but du jeu est d'éliminer tous les ennemis du tableau avant de passer à la « vague » suivante. Le joystick permet d'orienter la monture tandis que des appuis répétés sur le bouton lui fait battre des ailes et prendre de l'altitude, chaque pression sur le bouton donnant un "coup d'aile". Lors d'un contact avec un ennemi, c'est le chevalier qui se trouve le plus en hauteur qui l'emporte - une égalité renvoie les deux chevaliers dos à dos. L'aire de jeu est représenté de profil et est entièrement affiché à l'écran : quand un protagoniste sort du cadre, il réapparaît du côté opposé. Le décor présente quelques plates-formes suspendues, sur lesquelles la monture peut se poser, et qui tiennent un rôle tactique durant les combats. La base du tableau est progressivement submergée par un lac de lave mortel. Au fur et à mesure des niveaux, les vagues d'ennemis se font plus intenses et le nombre de plates-formes diminue. Le bord supérieur de l'écran est une position très avantageuse puisque le joueur peut ainsi gagner tous ses duels ; mais celui ci n'est pas matérialisé par rapport au reste de la zone affichable (en "noir sur fond noir"). Un coup d'aile de trop à tôt fait de faire "rebondir" le joueur contre le plafond et de le propulser violemment vers le bas, impliquant une bonne estimation de la limite supérieure du jeu.
Les chevaliers ennemis se déplacent à dos de buses : il existe trois sortes de chevaliers, aux comportements plus ou moins élaborés. Chaque ennemi vaincu fait apparaître un œuf qui tombe et rebondit sur les plate-formes et qui peut termine sa course immobile sur le sol ou tomber dans la lave. Attraper en vol un œuf qui n'a pas encore touché le sol offre un bonus de 250 points. Si l'œuf atterrit indemne et n'est pas ramassé à temps, un nouveau chevalier de puissance supérieure en éclot et une monture vient le chercher pour le mettre en jeu (le chevalier debout mais sans monture peut encore être ramassé comme un œuf). Les joueurs, eux, sont éliminés dès qu'ils perdent un duel.
Lorsque les joutes se prolongent et dans les niveaux avancés, les ptérodactyles apparaissent. Ce sont des reptiles volants agiles qui peuvent être détruits par un coup de lance précis dans l’œil, mais leur élimination n'est pas requise pour finir le niveau. Il existe également un troll dont la main géante surgit pour attraper les chevaliers qui survolent de trop près la lave : le joueur libère sa monture en appuyant rapidement sur le bouton et peut profiter de l'immobilisation d'un ennemi en pareille difficulté pour le détruire.
Le jeu propose un mode deux joueurs jouable à la fois en coopération et en compétition. La fonctionnalité de coopération, encore rarement rencontré à l'époque, aurait inspiré Shigeru Miyamoto pour Mario Bros., grand classique de 1983, et constitue un cas intéressant dans l'étude du jeu vidéo en tant que système de conflits. Les joueurs possèdent leur propre compteur de points; ils peuvent s'entretuer de manière malencontreuse même s'ils collaborent, et le jeu les incite tantôt à la collaboration, tantôt à la compétition par l'attribution de points bonus. Certaines vagues contiennent en effet des objectifs facultatifs spécifiques : pour amasser les bonus, le joueur doit ramasser le maximum d'œufs avant qu'ils n'éclosent durant une Egg Wave, ne pas perdre la moindre vie durant une Survival Wave, ne pas s'entretuer durant une Team Wave et être le premier à tuer l'autre joueur durant une Gladiator Wave. Il n'est cependant jamais nécessaire de tuer l'autre joueur pour finir un niveau de ce type.
Les niveaux spéciaux Gladiator Wave et Team Wave n'apparaissent pas si un joueur est l'unique joueur lorsque le jeu fait progresser la séquence des niveaux.
Un second joueur (qu'il s'agisse du joueur 1 ou du joueur 2) peut rejoindre le jeu à n'importe quel moment ; les capacités des deux joueurs étant fixes et ceux-ci recevant une vie tous les 10'000 points, il n'y a pas de malus particulier à rejoindre une partie déjà engagée, hormis le plus grand nombre d'ennemis.

## Portages
Joust a été adapté sur de multiples supports. Il est disponible sur Atari 2600, Atari 5200, Atari 8-bit, BBC Micro, PC (1983), Atari ST (1986), Atari 7800 (1987), NES (1988), Lynx (1992), Macintosh, PC (1994), Game Boy (1995) et Game Boy Color (1999).
La version originale est également proposée dans la compilation Williams Arcade Classics (1995-2001), disponible sur Dreamcast, Game.com, Mega Drive, PC, PlayStation, Saturn et Super Nintendo, dans la compilation Midway Arcade Treasures (2003-2005), disponible sur  GameCube, PC, PlayStation 2, PlayStation Portable et Xbox, et dans la compilation Midway Arcade Classics, disponible sur PDA (Palm OS). Le jeu est également proposé en téléchargement sur Xbox 360 (2005) et PlayStation 3 (2007), des versions qui incluent un mode de jeu en ligne.

## Développement
Joust a été développé par John Newcomer (conception), Bill Pfutzenreuter (programmation) et Jan Hendricks (graphiste).

## Record
Le record sur borne arcade est détenu par John McAllister, avec un score de 107 301 150 points.
La plus longue partie de jeu vidéo : 67 heures et 30 minutes d’affilée, c’est le temps qu’aura passé l’américain James Vollandt sur la borne d’arcade Joust en 1985, totalisant 107 216 700 points.

## Postérité
Le jeu est l'une des entrées de l'ouvrage Les 1001 jeux vidéo auxquels il faut avoir joué dans sa vie.
Joust apparaît dans la série télé Columbo en 1989 dans l'épisode Ombres et Lumières (Murder, Smoke and Shadows) au côté du jeu vidéo Star Castle. Le jeu  apparaît également dans la série télé Fringe en 2011 dans l'épisode 15 de la saison 3 (Subject 13) se déroulant en 1985. Enfin, Joust, ainsi que de nombreux autres jeux vidéo de la même époque, apparaît dans Player One.